# Santa Amélia
Santa Amélia ist ein brasilianisches Munizip im Norden des Bundesstaats Paraná. Es hat 3394 Einwohner (2022), die sich Amelienser nennen. Es ist flächenmäßig mit 78 km² das drittkleinste Munizip von Paraná. Es liegt 485 Meter über dem Meeresspiegel.

## Etymologie
Ursprünglich wurde das Dorf nach einem der Gründer Galdinópolis genannt. Erst bei der Erhebung zum Munizip erhielt es den heutigen Namen. Der Name wurde zu Ehren der Heiligen Ämiliana von Rom (Gedenktag 5. Januar) gewählt, die in diesem Ort sehr verehrt wurde.

## Geschichte

### Besiedlung
Im Jahr 1938 erwarb Ângelo Pavan von Jayme de Carvalho ein Gebiet von etwa 2800 Alqueires Land (67 km²) im Gebiet der Gemeinde Bandeirantes. Er beabsichtigte, ein Patrimônio zu bilden und das Land aufzuteilen und in Parzellen zu verkaufen.
Im darauffolgenden Jahr kam er zusammen mit Valentim Inforzato, José Pavan, José Galdino da Costa und dem Ingenieur Luiz Vom Wronski von der Fazenda Carvalhópolis, die sich ebenfalls im Gemeindegebiet von Bandeirantes befindet, zu seinem Grundstück, um Parzellen für das Patrimônio zu vermessen. 
Die ersten Einwohner waren Abel Fernandes de Abreu, der ein Sägewerk gründete; Antônio Lourenço da Luz und Alfredo Crespo, die sich mit Handelshäusern niederließen; Júlio Rocha, João Nalim, Joaquim Silvério und viele andere, die Fazenden aufbauten, und Geraldo Paulino de Carvalho, der die erste Apotheke einrichtete. So entstand das Patrimônio Galdinópolis. Im Jahr 1940 wurde das Dorf mit großen Feierlichkeiten offiziell eingeweiht. Es verfügte bereits über eine Kirche, eine Schule, einen Fußballplatz und Elektrizität.

### Erhebung zum Munizip
Santa Amélia wurde durch das Staatsgesetz Nr. 790 vom 14. November 1951 aus Bandeirantes ausgegliedert und in den Rang eines Munizips erhoben. Es wurde am 14. November 1952 als Munizip installiert.

## Geografie

### Fläche und Lage
Santa Amélia liegt auf dem Terceiro Planalto Paranaense (der Dritten oder Guarapuava-Hochebene von Paraná). Seine Fläche beträgt 78 km². Es liegt auf einer Höhe von 485 Metern.

### Vegetation
Das Biom von Santa Amélia ist Mata Atlântica.

### Klima
Das Klima ist  gemäßigt warm. Es werden hohe Niederschlagsmengen verzeichnet (1506 mm pro Jahr). Die Klimaklassifikation nach Köppen und Geiger lautet Cfa. Im Jahresdurchschnitt liegt die Temperatur bei 21,5 °C.

### Gewässer
Santa Amélia liegt im Einzugsgebiet des Rio das Cinzas. Der Ribeirão das Perobas und der Agua das Onças, die über den Rio do Bugre zum Rio das Cinzas fließen, bilden die südliche Grenze des Munizips. Die westliche Grenze bildet der Rio Laranjinhas. 

### Straßen

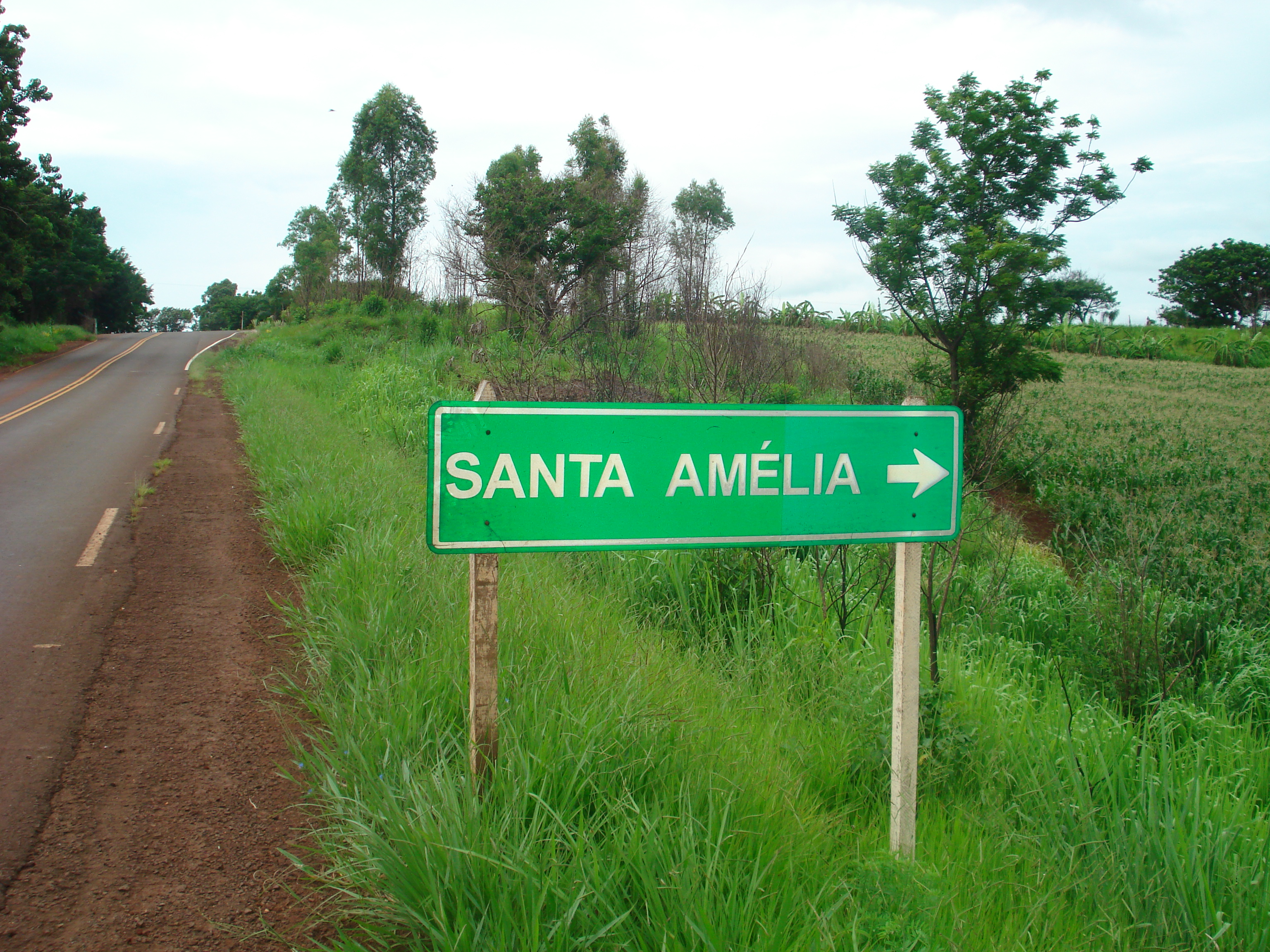
Abzweig von der PR-436 nach Santa Amélia (2012)

Santa Amélia ist über die PR-518 mit der PR-436 verbunden, die im Süden nach Abatiá und im Norden nach Bandeirantes führt. 

### Nachbarmunizipien
| Cornélio Procópio | Bandeirantes                                |                    |
|                   | Kompassrose, die auf Nachbargemeinden zeigt | Abatiá             |
|                   |                                             | Ribeirão do Pinhal |

## Stadtverwaltung
Bürgermeister: Antonio Carlos Tamais, PROS (2021–2024)
Vizebürgermeister: Inivaldo Batista, PROS (2021–2024)

## Demografie

### Bevölkerungsentwicklung
| Jahr | Einwohner | Stadt | Land |
| ---- | --------- | ----- | ---- |
| 1960 | 6.552     | 17 %  | 83 % |
| 1970 | 7.065     | 22 %  | 78 % |
| 1980 | 4.620     | 42 %  | 58 % |
| 1991 | 4.628     | 50 %  | 50 % |
| 2000 | 4.407     | 67 %  | 33 % |
| 2010 | 3.803     | 76 %  | 24 % |
| 2022 | 3.394     |       |      |

Quelle: IBGE (2011) und Volkszählung 2022

### Ethnische Zusammensetzung
| Gruppe * | 1991    | 2000    | 2010    | wer sich als …                                                                   |
| --- | ------- | ------- | ------- | -------------------------------------------------------------------------------- |
| Weiße | 75,0 %  | 65,1 %  | 71,0 %  | weiß bezeichnet                                                                  |
| Schwarze | 3,9 %   | 5,4 %   | 5,7 %   | schwarz bezeichnet                                                               |
| Gelbe | 2,4 %   | 3,2 %   | 1,8 %   | von fernöstlicher Herkunft wie japanisch, chinesisch, koreanisch etc. bezeichnet |
| Braune | 15,9 %  | 23,3 %  | 17,9 %  | braun oder als Mischung aus mehreren Gruppen bezeichnet                          |
| Indigene | 2,7 %   | 3,0 %   | 3,7 %   | Ureinwohner oder Indio bezeichnet                                                |
| ohne Angabe | 0,1 %   | 0,0 %   | 0,0 %   |                                                                                  |
| Gesamt | 100,0 % | 100,0 % | 100,0 % |                                                                                  |
| *) Das IBGE verwendet für Volkszählungen ausschließlich diese fünf Gruppen. Es verzichtet bewusst auf Erläuterungen. Die Zugehörigkeit wird vom Einwohner selbst festgelegt. |         |         |         |                                                                                  |

Quelle: IBGE (Stand: 1991, 2000 und 2010)